# Франкфуртска фондова борса
Франкфуртската фондова борса (на немски: Frankfurter Wertpapierbörse, съкр. FWB) е най-голямата германска компания, която е и сред най-големите фондови борси в света.
Оператор на борсата е акционерното дружество Deutsche Börse AG. Централният офис се намира във Франкфурт на Майн.
Началото на борсата е поставено през 1585 г. с приемането на единен обменен курс във Франкфурт на Майн, който по онова време вече е голям европейски търговски център.. В течение на следващите векове Франкфурт се превръща в една от първите в света фондови борси – наред с Лондон и Париж. Банкери, такива като Майер Ротшилд и Макс Варбург, имат съществено влияние върху финансовата търговия на Франкфурт.
Борсата заема лидерска позиция в Германия през 1949 г. Предадена е под контрола на Deutsche Börse Group през 1993 г.
Основен индекс: DAX (на немски: Deutscher Aktienindex) – отразява цените на акциите от 30 най-големи германски компании, представлява барометър за състоянието на немската икономика.